# Guyonne de Rieux
Pour les articles homonymes, voir Renée de Rieux.
Guyonne de Laval née Renée de Rieux (1524-13 décembre 1567), comtesse de Laval, est une personnalité de la noblesse de l'Ouest de la France qui joua un rôle dans les Guerres de religion.
Elle était comtesse de Laval, de Quintin, de Montfort, ainsi que baronne de Vitré, vicomtesse de Rennes, dame héritière d'Avaugour, de Beffou, de Belle-Isle, de Gaël, dame héritière de Lohéac, dame héritière de Rieux, de Rochefort et de Largouët, vicomtesse héritière de Donges, dame héritière de Tinténiac et de Bécherel, châtelaine héritière du Désert-à-Domalain.

## Biographie

### Origine
Elle est la fille aînée de Claude de Rieux, comte d'Harcourt, et de Catherine de Laval, fille de Guy XVI. Elle devint dame de Laval en 1547, après la mort sans enfants de Guy XVII de Laval, son oncle maternel.
Le 25 mai 1547, par suite du décès de Guy XVII, la descendance masculine de Guy XIV de Laval se trouvait éteinte et avec elle prenait fin la branche des Montfort-Laval. Son héritage revenait de droit à l'une des nièces du défunt, Renée de Rieux, qui prit le nom de Guyonne de Laval. Elle adopta le nom de Guyonne pour satisfaire, dit le Continuateur de Le Bault Pierre Le Baud, aux conditions apposées en traitant le mariage tant du sieur de Rieux, son père, que d'elle-même et du sieur de Nèle, par lequel il était dit qu'ils prendraient le nom et les armes de Laval, en cas qu'ils y succédassent.
Elle recueillit le 26 avril 1548, la succession de Claude II de Rieux, son frère unique, mort cette année sans enfants. Elle réunit ainsi sur sa tête à la fois le patrimoine des Laval et celui des Rieux, sauf les parts que la coutume l'obligeait à abandonner sur l'un et l'autre : à sa sœur Claude de Rieux et sur la succession de Rieux seule, à sa sœur consanguine Louise qui, née en 1531, d'un second lit, devait être un jour épouse de René II d'Elbeuf.

### Un mariage de lutte et de division perpétuelles
Elle avait épousé le 5 janvier 1545 Louis de Sainte-Maure, marquis de Nesle et comte de Joigny. Ce ne fut pas une union, mais un état de lutte et de division perpétuel. Pendant que le mari, d'intelligence bornée et exploité par deux conseillers décriés, Charrault et Amy, s'intitulait, selon la tradition de la maison de Laval, du nom de Guy XVIII de Laval, sa femme obtenait du roi l'autorisation de régir ses biens, et se titrait de son côté Guyonne de Laval. Le peuple, à cause de son extravagance (Renée mène une vie tumultueuse), et de son huguenotisme, la nommait « Guyonne la Folle ». L'incompatibilité d'humeur entre les deux époux est telle qu'ils vivent habituellement séparés.
Les tiraillements étaient partout. Le marquis choisissait-il un nouveau chanoine de son chapitre de Saint-Tugal de Laval, Guyonne en pourvoyait un autre que son mari défendait d'installer. C'était bien pis pour l'administration du comté.
À la fin, il se fit entre les deux époux une espèce de réconciliation pendant laquelle Guy trouva moyen d'arrêter sa femme, qu'il amena prisonnière au château de Joigny, où il la retint assez longtemps. S'étant échappée, en 1557, avec le secours d'un de ses gardes, elle retourna dans ses terres, dont les habitants la reçurent avec joie. Guy la somma de revenir auprès de lui, et fit rendre un arrêt au parlement pour l'y contraindre. Sur le refus qu'elle fit d'obéir, il s'adressa au pape Paul IV, qui, d'après son exposé, donna contre elle une bulle d'excommunication que les officiaux de Paris et de Meaux furent chargés de fulminer. Cette sentence, qui lui fut signifiée au château de Meriais, près de Vitré, le 20 février 1557 (v. st.), la porta à se jeter dans le parti des Protestants, et à embrasser la nouvelle religion.

### Le protestantisme
Une minorité de chrétiens du diocèse de Laval s'engage au XVIe siècle dans la voie de la Réforme ; quelques pasteurs influents créent des noyaux de protestantisme, particulièrement dans la noblesse.
On avance deux raisons pour expliquer l'adhésion de Guyonne au calvinisme :
- sa sœur, Claudine de Rieux, est mariée à un chef du protestantisme français, François d'Andelot, le premier de la famille Châtillon à avoir adopté la Réforme. Ce dernier est le fondateur de l'église calviniste de Vitré qui, dès 1560, est pourvue d'un pasteur résidant ;
- après un arrangement à propos de la gestion du comté de Laval, Louis de Sainte-Maure appelle sa femme auprès de lui. Comme elle refuse de venir, le comte de Laval la dénonce auprès du pape qui fulmine contre elle une sentence d'excommunication.

Elle était la seule héritière de François de Laval, évêque de Dol-de-Bretagne malgré son protestantisme. François de Laval mourut le 2 juillet 1554, son héritage vint accroître la fortune de la comtesse huguenote.

### Poursuite de Meaux
François d'Andelot, son beau-frère, voyant qu'elle n'a pas d'enfant, la prend sous sa protection et la défend contre les poursuites de son mari. Proche d'une des plus grandes familles du Royaume, les Coligny, Guyonne est considérée, avec Louis de Condé, l'amiral de Coligny et son frère François d'Andelot (le beau-frère de Guyonne, mari de Claudine de Rieux : parents de Guy XIX, grands-parents de Guy XX), comme instigatrice de la poursuite de Meaux, en 1567, qui est une tentative des protestants pour saisir le roi Charles IX de France et la reine-mère Catherine de Médicis.
Pour l'Art de vérifier les dates, son procès a été fait au parlement de Paris, elle est condamnée par arrêt, à être décapitée, avec confiscation de ses biens au profit du roi.
L'arrêt porte outre cela, que les armes de la comtesse de Laval seront renversées et traînées par les rues de Paris, à la queue d'un cheval. Cependant, elle n'est pas mise à mort, à cause de son dérangement mental, réel ou supposé. Charles Maucourt de Bourjolly ne parle que d'un procès fait à sa mémoire.

### Le dernier refuge à Laval
Comme D'Andelot avait pris position sur la Loire entre Angers et Saumur, on craignit qu'il ne viennent se fortifier à Laval qui appartenait à sa belle-sœur. Le roi y envoie en conséquence une garnison
Laval était resté catholique. Néanmoins, les amis de d'Andelot rendaient le séjour à Laval assez périlleux. Guyonne était elle aussi venue se réfugier à Laval. Son séjour faisait redouter un coup de main, rendu facile par la complicité des protestants de la suite de la comtesse enfermés avec elle dans le château de Laval.
La Barre décida qu'on ferait dans Laval une grande procession identique à celle de la Fête-Dieu et qu'on y demanderait à Dieu l'extirpation de l'hérésie ; le jour choisi, le 13 décembre 1567,  le Saint-Sacrement fut solennellement porté de la collégiale Saint-Tugal à la Trinité, puis ramené à son point de départ à travers les rues richement tendues.

### La mort
Guyonne meurt le même jour (le 13 décembre 1567). Elle est enterrée à petit bruit ; et probablement sans aucune cérémonie religieuse, puisqu'elle n'est pas morte catholique.
Son corps est quand même enterré dans le chœur de la Collégiale Saint-Tugal de Laval. Elle est une comtesse protestante enterrée dans une église catholique en plein milieu des guerres de religion.
Il n'y a pas eu de rupture avec la tradition qui fait de Saint-Tugal la nécropole de la maison de Laval ; ses convictions protestantes sont peut-être fragiles et dues aux circonstances ; elle ne semble pas avoir fait de prosélytisme dans la ville de Laval et les autorités catholiques peuvent toujours invoquer une aliénation pour la disculper. Il faut quand même remarquer qu'on agit bien formellement contre les règles canoniques en l'inhumant dans l'église de Saint-Tugal.
Lors de sa mort Guyonne était sous le coup d'une information judiciaire, à la suite de laquelle un arrêt de 31 mesures fut rendu. L'exécution de cet arrêt retarda singulièrement pour Guy XIX de Laval la mise en possession de l'héritage de sa tante.

## Source partielle
« Guyonne de Rieux », dans Alphonse-Victor Angot et Ferdinand Gaugain, Dictionnaire historique, topographique et biographique de la Mayenne, Laval, A. Goupil, 1900-1910 [détail des éditions] (BNF 34106789, présentation en ligne)